# Cosa (Espagne)
Pour les articles homonymes, voir Cosa.
Pour l’article ayant un titre homophone, voir Cozza.
Cosa est une commune d’Espagne, dans la Comarque du Jiloca, province de Teruel, communauté autonome d'Aragon.